# Hans Koschnick
Hans Koschnick (2 de abril de 1929 en Bremen - 21 de abril de 2016 en Bremen) fue un político alemán y un anciano estadista. Era miembro del SPD. Fue el cuarto presidente del Senado y alcalde de la Ciudad Libre Hanseática de Bremen de 1967 a 1985. Fue el 22º y 33º Presidente del Bundesrat en 1970/71 y 1981/82. Fue miembro del Bundestag, el parlamento federal alemán, de 1987 a 1998. Entre 1994 y 1996, Koschnick fue administrador de la UE en Mostar.
Koschnick murió de complicaciones de neumonía a los 87 años.